# ميخائيل إس. جريكو
ميخائيل إس. جريكو (بالإنجليزية: Michael S. Greco)‏ هو محامي أمريكي، ولد في 22 نوفمبر 1942.